# 남동솔로몬어군
남동솔로몬어군(영어: Southeast Solomonic languages)은 산타이사벨섬 끝자락에서 마키라섬까지 솔로몬 제도의 남동부에 걸친 26개 언어가 이루는 오세아니아어군의 한 분기군이다. 크기가 비슷한 멜라네시아의 다른 어군들과 비교했을 때 이 어군의 언어들 사이에 다양성이 적다는 사실은 이들이 비교적 최근에 분화했음을 시사한다.

## 분류
Lynch, Ross & Crowley (2002)에 따르면, 남동솔로몬어군의 내부 구조는 다음과 같다.
- 부고투겔라과달카날어군
  - 부고투어
  - 겔라과달카날어군
    - 겔라어군: 렝오어, 겔라어
    - 과달카날어군: 비라오어, 가리어, 말랑오어, 탈리세어
- 롱구말레이타마키라어군
  - 롱구어
  - 말레이타마키라어군
    - 사아어
    - 마키라어군 (산크리스토발어군): 아로시어, 파가니어, 바우로어, 카후아어–오와어, ?마라우와와어
    - 말레이타어군
      - 중북말레이타어군: 북말레이타어군 (토아바이타어, 바엘렐레아어, 바에구어, 파탈레카어), 라우어, 콰라아에어, 왈라어, 굴라알라어, 콰이오어, 도리오어
      - 남말레이타어군: 아레아레어, 마라우어, 오로하어